# Polygonatum alternicirrhosum
Polygonatum alternicirrhosum är en sparrisväxtart som beskrevs av Hand.-mazz. Polygonatum alternicirrhosum ingår i släktet ramsar, och familjen sparrisväxter. Inga underarter finns listade i Catalogue of Life.